# Argiope pulchella
Argiope pulchella (лат.) — вид аранеоморфных пауков из семейства пауков-кругопрядов. Он встречается от Индии до Китая, и может быть обнаружен на Яве. Синантропный вид, часто обитающий в антропогенном ландшафте.

## Внешний вид и строение
Самка крупнее самца: от 8 до 10 мм, а самец — от 4 до 6 мм. Головогрудь самки немного вытянута и покрыта белым шелковистым опушением. Два центральных глаза окружены чёрными кольцами и расположены на выступающем бугорке. Хелицеры коричневые, довольно маленькие. Ноги длинные и крепкие, покрытые шипами и волосками, с коричневыми и желтыми полосами. Брюшко пятиугольное, немного заходит на головогрудь и немного длиннее ширины. Верхняя сторона брюшка опушена, ярко-жёлтого цвета с тремя горизонтальными чёрными полосами. Нижняя поверхность коричневая с двумя продольными белыми пятнами. Самец окрашен более тускло, с темно-коричневой головогрудью и без полос, как у самки.

## Экология
Ловчая паутина самки типична для пауков-кругопрядов: спиральная нить, накрученная на радиальные опорные нити. Паутина вертикальная или под небольшим углом к вертикальной оси. Паутина имеет утолщённое зигзагообразное плетение из многих нитей у центра — стабилимент. Самец не плетёт паутину, вместо этого он занимает периферию паутины самки. Этот вид встречается в естественных условиях в лесах, лесных полянах и садах. Помимо этих естественных мест обитания, он в изобилии встречается в нарушенных местах обитания, таких как свалки, стоки и канализационные сооружения. Это хищник-энтомофаг, который поедает насекомых, неспособных вырваться из его паутины. Самка располагается головой вниз в центре паутины. Если её потревожить, она падает на землю, возвращаясь в исходное положение, когда обстановка нормализуется. Самец, желающий спариться с самкой, использует особые способы ухаживания, включая вибрацию паутины. Установлено, что самка лучше относится к самцу, «вибрирующему» паутиной на высоких частотах в течение длительного времени; таких самцов самки реже съедают после спаривания.